# Christer Björkman

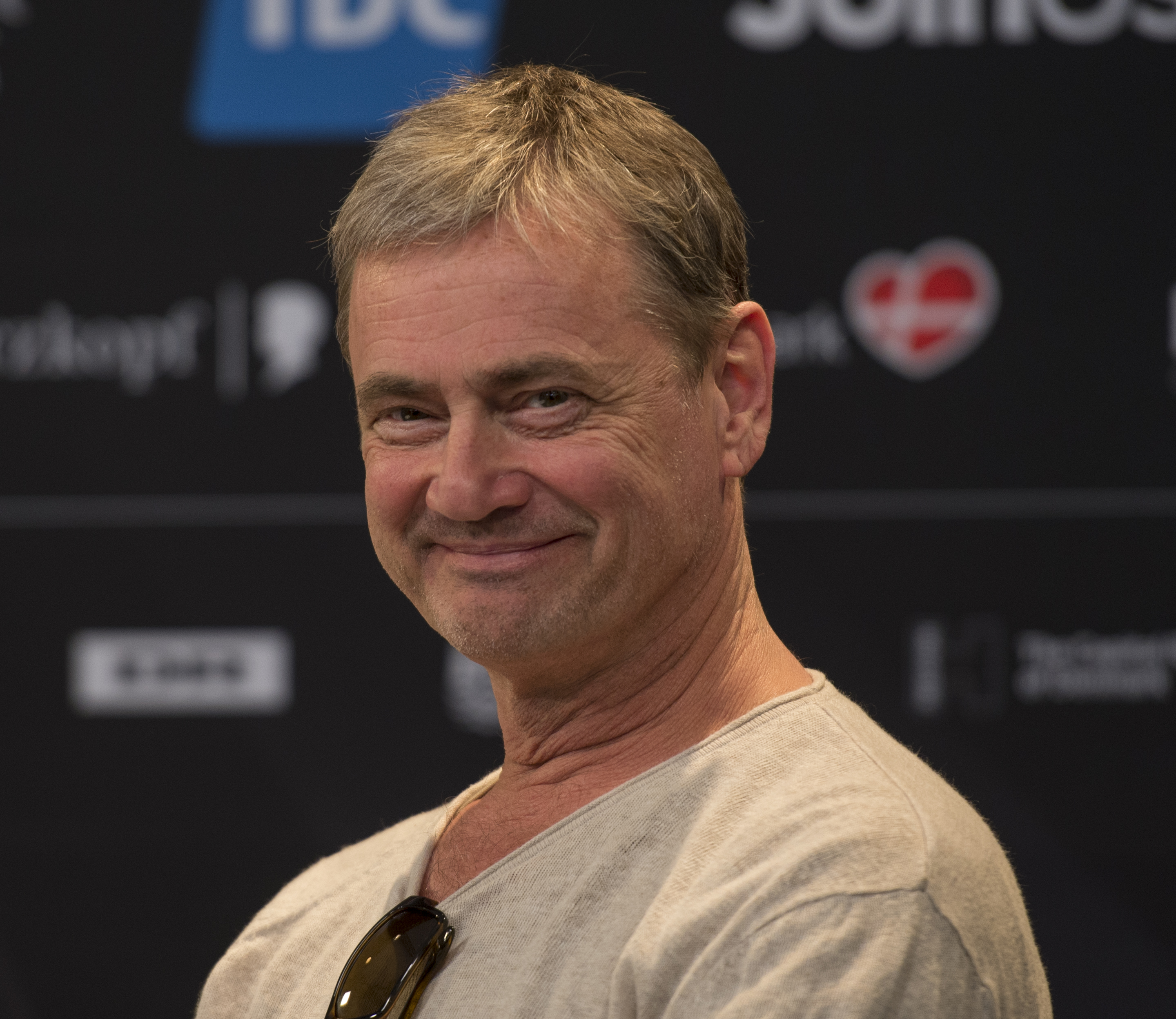
Christer Björkman em Copenhague, durante o Eurovision Song Contest 2014.

Christer Björkman (Borås, 25 de agosto de 1957) é um cantor e produtor de televisão sueco. Antes de ser cantor era cabeleireiro e tinha um salão de cabeleireiro na cidade de Borås. Ele iniciou a sua carreira musical gravando uma canção chamada "Våga och Vinn" que foi produzida por  Bruno Glenmark (meados da década de 1980.)
Ele venceu o Melodifestivalen em  1992 interpretando a canção  "I morgon är en annan dag" (Amanhã é outro dia), tendo representando a Suécia no Festival Eurovisão da Canção 1992, terminando em penúltimo lugar (22º lugar, entre 23 países concorrentes e apenas 9 pontos), conseguindo o pior resultado para o seu país desde 1977. Atualmente é supervisor do Melodifestivalen, um cargo que ocupa desde 2002.
De acordo com o website aftonbladet.se, Christer Björkman ofereceu-se para ocupar o lugar de Supervisor Executivo do Festival Eurovisão da Canção, após o seu compatriota Svante Stockselius ter resignado ao cargo em agosto de 2010